# Дооб
Дооб — мис на узбережжі Чорного моря на південному сході Цемеської бухти.
Найближчий населений пункт — село Кабардинка.
31 серпня 1986 року біля мису Дооб затонуло пасажирське судно «Адмірал Нахімов».

## Галерея

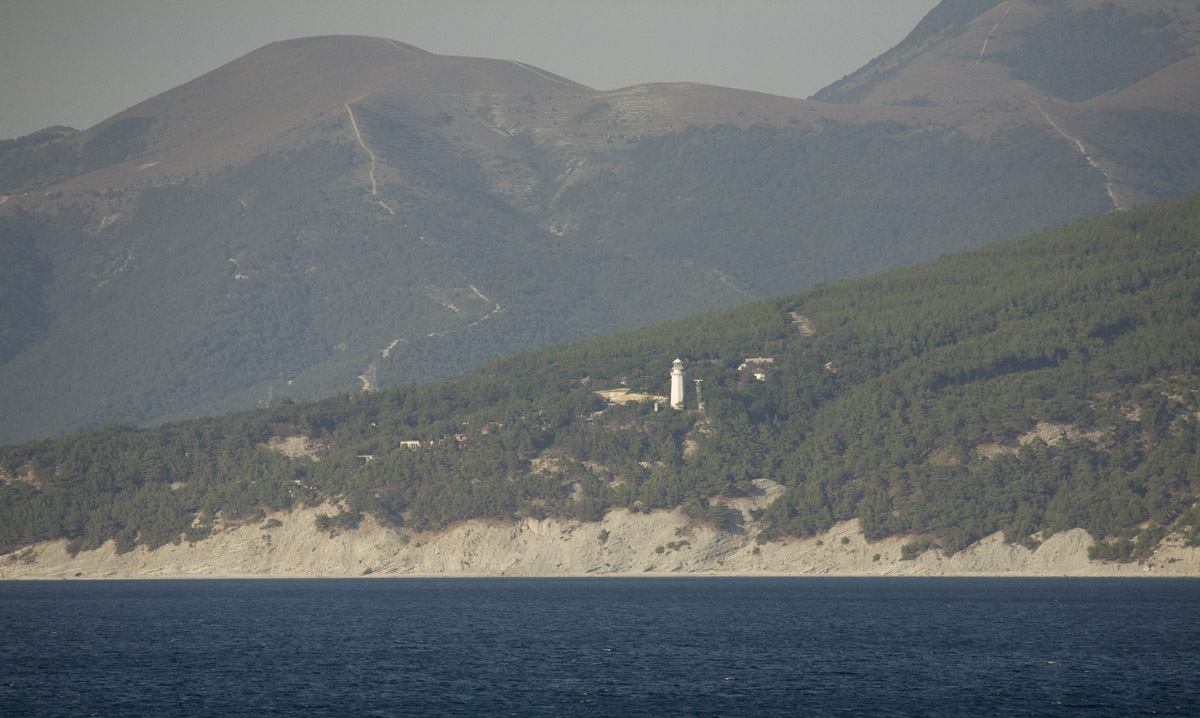
Вид з моря на мис Дооб
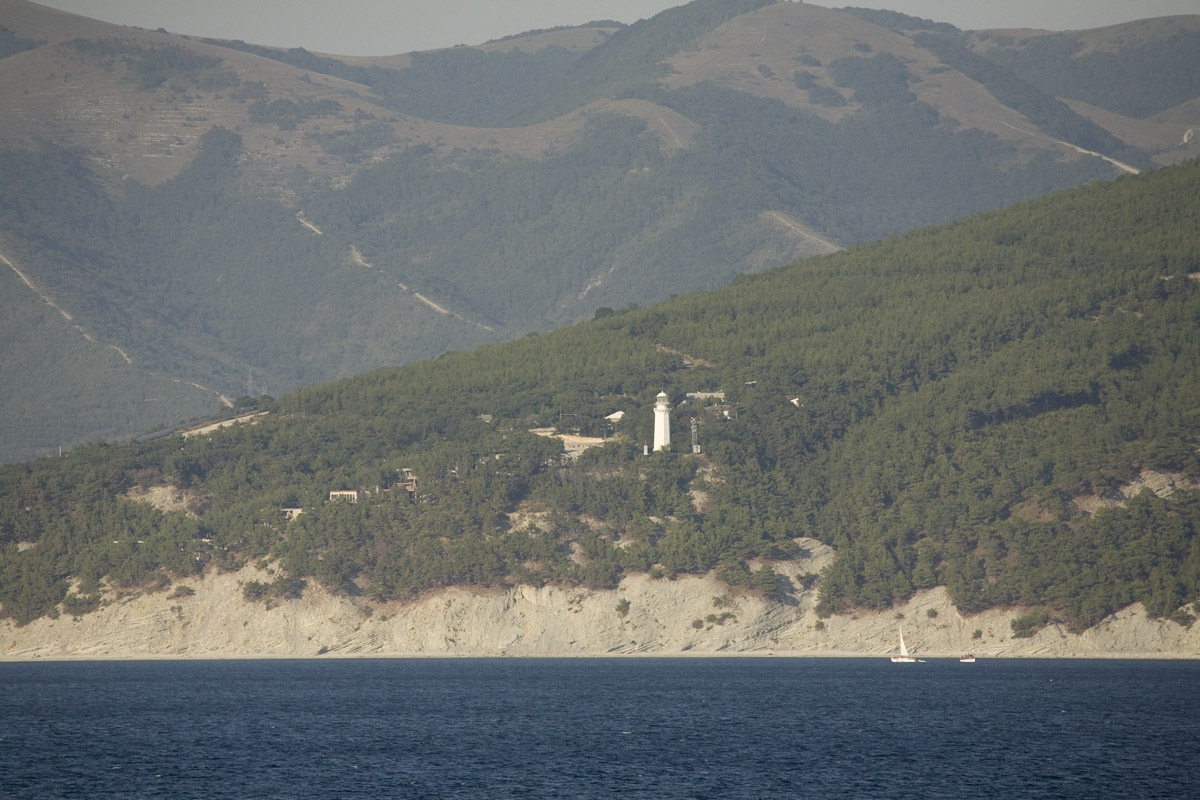
Вид з моря на мис Дооб
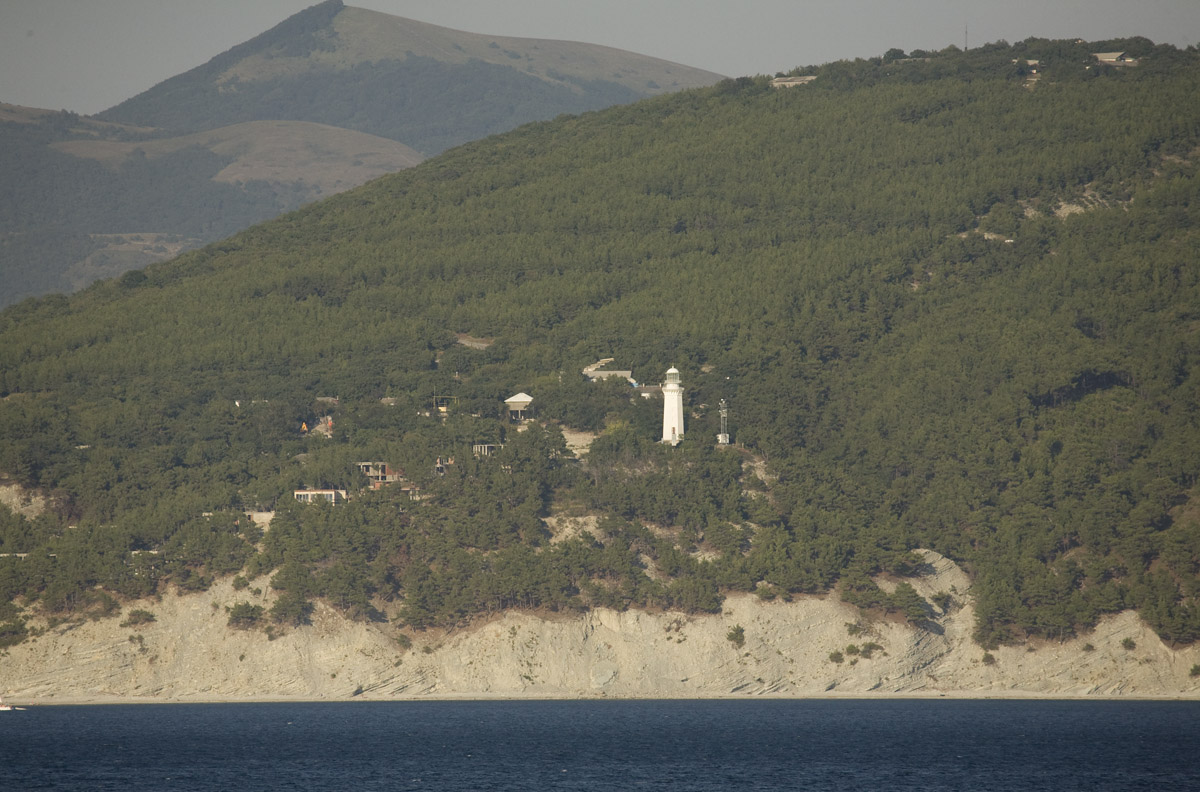
Вид з моря на мис Дооб
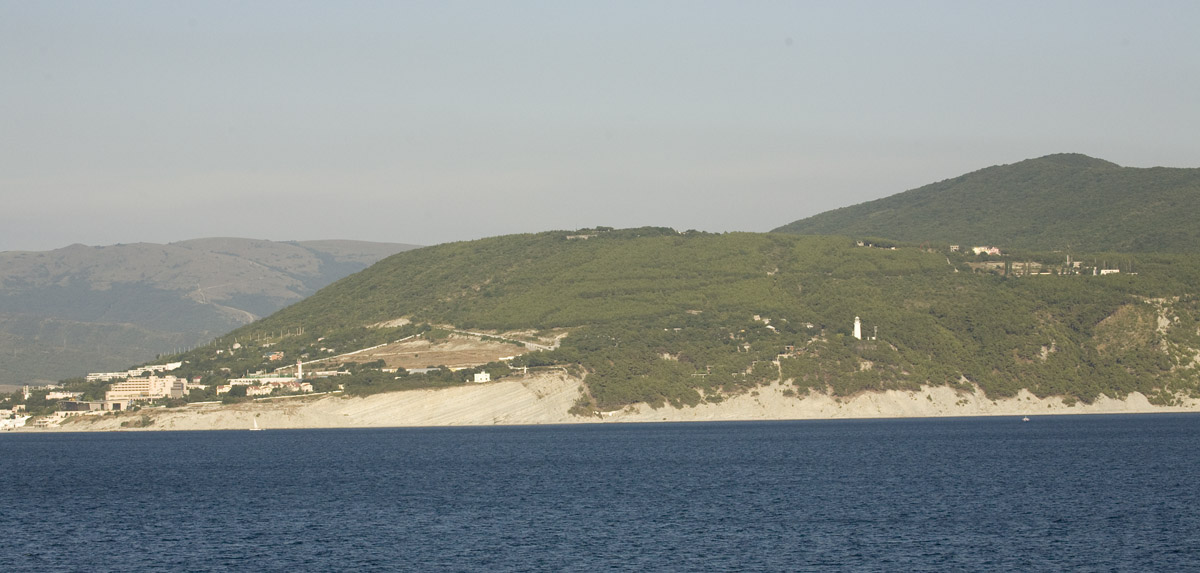
Вид з моря на мис Дооб при вході до Цемеської бухти
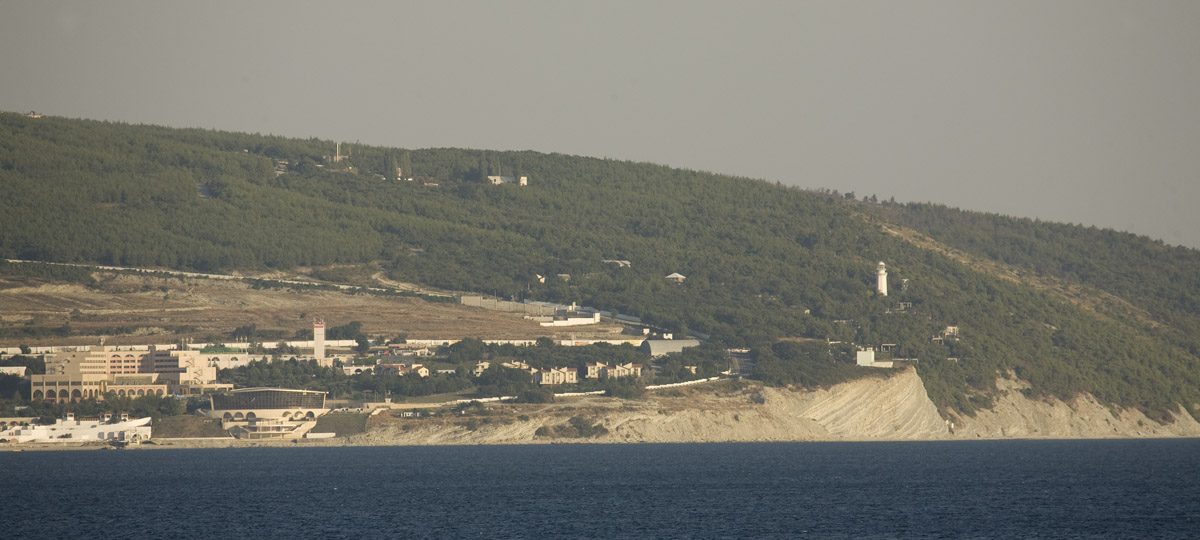
Вид з Цемеської бухти
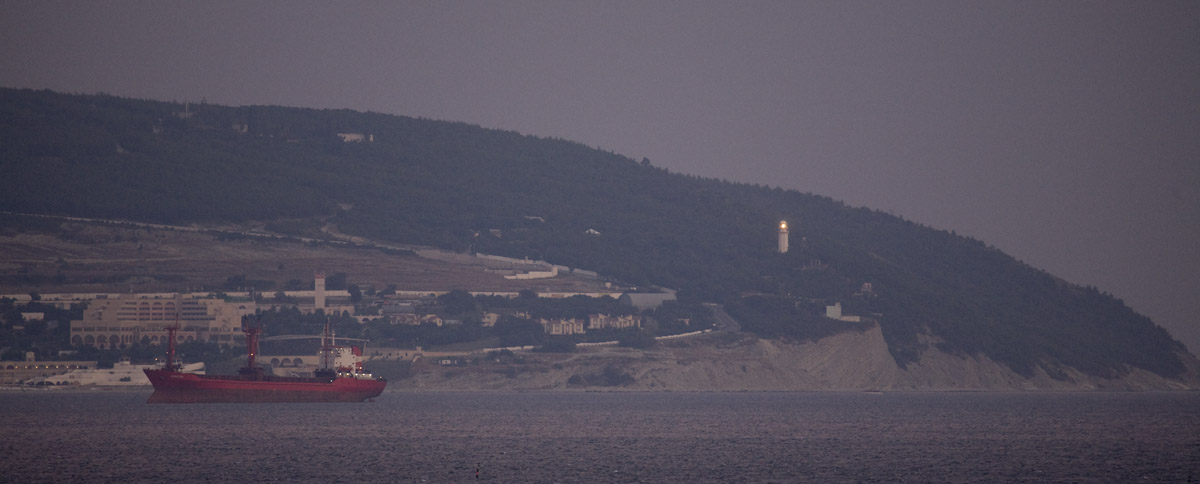
Вид з Цемеської бухти увечері